# رودولف فون سيبوتيندورف
آدم ألفريد رودولف جلاور (بالألمانية: Rudolf von Sebottendorf)‏ (9 نوفمبر 1875 – 8 مايو 1945؟)، المعروف باسمه الأرستقراطي رودولف فرايهر فون سيبوتندورف (أو فون سيبوتندورف) كان كاتبًا وعامل استخبارات وناشط سياسي. كان مؤسس جمعية ثول، وهي منظمة ألمانية غامضة بعد الحرب العالمية الأولى حيث لعب دورًا رئيسيًا، وأثر ذلك على العديد من أعضاء الحزب النازي. كان ماسوني،  وهو صوفي من البكتاشية - بعد اعتناق الإسلام  - وممارس للتأمل، وعلم التنجيم، والأعداد، والكيمياء. استخدم أيضًا الاسم المستعار Erwin Torre.

## حياته
ولد في هويرسوردا في مقاطعة سيليزيا البروسية (الوقت الحاضر ساكسونيا)، عمل كفني في مصر بين 1897-1900، على الرغم من أنه حسب حسابه الخاص قضى أقل من شهر هناك في عام 1900 بعد مهنة قصيرة كبحار تجاري. في يوليو من ذلك العام سافر إلى تركيا، حيث استقر في عام 1901 وعمل كمهندس في عقار كبير هناك.
بحلول عام 1905، عاد إلى درسدن حيث تزوج من كلارا فوس، لكن الزوجين انفصلا في عام 1907.
أصبح مواطنًا عثمانيًا في عام 1911 وتبناه فيما بعد (بموجب القانون التركي) من قبل المغترب البارون هاينريش فون سيبوتندورف بعد ذلك بوقت قصير. تم تكرار التبني في وقت لاحق في ألمانيا وتم التشكيك في صلاحيته القانونية، ولكن تم التصديق عليه من قبل عائلة سيبوتندورف (Goodrick-Clarke 1985: 140-41) وعلى هذا الأساس أكد مطالبته باسم سيبوتندورف ولقب فرايهر.
بعد القتال إلى الجانب العثماني التركي في حرب البلقان الأولى، عاد جلاور إلى ألمانيا بجواز سفر تركي في عام 1913. تم إعفاؤه من الخدمة العسكرية خلال الحرب العالمية الأولى بسبب جنسيته العثمانية وبسبب الجرح الذي تلقاه خلال حرب البلقان الأولى. توفي في إسطنبول في 8 مايو 1945.

## الحياة في وقت لاحق
يُعتقد عمومًا أن جلاور قد انتحر بالقفز إلى مضيق البوسفور في 8 مايو 1945.

## وصلات خارجية
1. ↑  Stéphane François (2020), L'Occultisme nazi (بالفرنسية), QID:Q118478567
2. ↑  Goodrick-Clarke 1985: 138 and see Howard 1989: 124 ("In 1901 von Sebottendorf was initiated into a Masonic lodge which, like many in the Middle East, had connections with the French Grand Orient  [لغات أخرى]‏"). Furthermore: "the masonic lodge, which Glauer had joined at بورصة in 1901, may have been a local cadre of the pre-revolutionary Secret Society of Union and Progress, founded on the model of Freemasonry by Salonican Turks to generate liberal consciousness during the repressive reign of the Sultan." (Goodrick-Clarke, op. cit., 139).
3. ↑  مارك سيدغويك, Against the Modern World, دار نشر جامعة أكسفورد (2004), p. 66
4. ↑  Ellic Howe, Urania's Children